# Defending the Throne of Evil
Albums de Carpathian Forest
We're Going to Hell for This
(2002) Skjend Hans Lik
(2004)
Defending the Throne of Evil est le quatrième album studio du groupe de Black metal norvégien Carpathian Forest. L'album est sorti le 17 mars 2003 sous le label Season of Mist.
Defending the Throne of Evil marque un certain retour au Black metal des débuts du groupe, tout en y ajoutant un clavier sur de nombreux titres, créant une ambiance quasi-Black metal symphonique sur ces derniers.

## Musiciens
- R. Nattefrost - Chant, Guitare
- Tchort - Guitare
- Vrangsinn - Basse
- Anders Kobro - Batterie

## Liste des morceaux
1. It's Darker Than You Think – 4:41
2. Skjend Hans Lik – 5:07
3. The Well of All Human Tears – 5:36
4. Put to Sleep Like a Sick Animal!!! – 4:52
5. Hymne Til Døden – 3:51
6. Ancient Spirits of the Underworld – 4:35
7. Spill the Blood of the Lamb – 4:52
8. One With the Earth – 3:14
9. Christian Incoherent Drivel – 3:41
10. The Old House on the Hill – 2:51
11. Necrophiliac/Anthropophagus Maniac – 4:12
12. Cold Murderous Music – 3:50